# منار روستای دوان
منار روستای دوان مربوط به دوران‌های تاریخی پس از اسلام است و در شهرستان کازرون، روستای دوان واقع شده و این اثر در تاریخ ۲۵ اسفند ۱۳۷۹ با شمارهٔ ثبت ۳۲۸۳ به‌عنوان یکی از آثار ملی ایران به ثبت رسیده است.